# Romain, Marne
Romain är en kommun i departementet Marne i regionen Grand Est (tidigare regionen Champagne-Ardenne) i nordöstra Frankrike. Kommunen ligger i kantonen Fismes som tillhör arrondissementet Reims. År 2022 hade Romain 325 invånare.

## Befolkningsutveckling
Antalet invånare i kommunen Romain
| Referens: INSEE |